# Makary (patriarcha Konstantynopola)
Makary, gr. Μακάριος, Makarios – patriarcha Konstantynopola w latach 1376–1379 i 1390–1391.

## Życiorys
12 sierpnia 1376 r. syn cesarza Jana V Paleologa, Andronik, przy pomocy Wenecjan i Turków, po 32-dniowym oblężeniu, wkroczył do Konstantynopola. Ojca i brata kazał wtrącić do więzienia. Usunął patriarchę Filoteusza Kokkina, a na jego miejsce osadził na tronie patriarszym Makarego. 18 października 1377 r. Makary koronował Andronika IV i jego syna Jana VII na cesarzy. Jan V i Manuel II przy pomocy Wenecjan zbiegli z więzienia i 1 lipca 1379 r., dzięki poparciu Turków wkroczyli do stolicy. Makary ustąpił Nilowi Kerameusowi
14 kwietnia 1376 Jan VII przy pomocy Turków ponownie zajął stolicę i zasiadł na tronie cesarskim. Po objęciu władzy zdeponował patriarchę Antoniego IV i powołał na jego miejsce Makarego. Jan VII utrzymał się w mieście do 17 września 1390 r., Makary na stolicy patriarszej do 1391 r.